# Филмска награда Јапанске академије
Филмска награда Јапанске академије (енгл. Japan Academy Film Prize) је јапанска филмска награда коју додељује Јапанска академија за најбоља јапанска филмска постигнућа, јапански пандан Оскару; наградне категорије су сличне Оскару.